# Profesionalen Futbolen Klub CSKA 2002-2003
Questa voce raccoglie le informazioni riguardanti il Profesionalen Futbolen Klub CSKA nelle competizioni ufficiali della stagione 2002-2003.

## Rosa
Fonte:
| N. |                      | Ruolo | Calciatore          |
| -- | -------------------- | ----- | ------------------- |
|    | Bulgaria (bandiera)  | P     | Ivajlo Ivanov       |
|    | Bulgaria (bandiera)  | P     | Stojan Kolev        |
|    | Bulgaria (bandiera)  | D     | Georgi Antonov      |
|    | Argentina (bandiera) | D     | Marcos Charras      |
|    | Bulgaria (bandiera)  | D     | Georgi Georgiev     |
|    | Senegal (bandiera)   | D     | Ibrahima Gueyé      |
|    | Brasile (bandiera)   | D     | João Carlos         |
|    | Bulgaria (bandiera)  | D     | Aleksandăr Tomovski |
|    | Bulgaria (bandiera)  | D     | Jordan Varbanov     |
|    | Bulgaria (bandiera)  | C     | Velizar Dimitrov    |

| N. |                               | Ruolo | Calciatore        |
| -- | ----------------------------- | ----- | ----------------- |
|    | Bulgaria (bandiera)           | C     | Emil Gărgorov     |
|    | Portogallo (bandiera)         | C     | João Paulo Brito  |
|    | Bulgaria (bandiera)           | C     | Ivan Pavlov       |
|    | Bulgaria (bandiera)           | C     | Svetoslav Petrov  |
|    | Macedonia del Nord (bandiera) | C     | Artim Šakiri      |
|    | Bulgaria (bandiera)           | C     | Todor Jančev      |
|    | Bulgaria (bandiera)           | C     | Hristo Janev      |
|    | Bulgaria (bandiera)           | C     | Petăr Zlatinov    |
|    | Sudafrica (bandiera)          | C     | MacDonald Mukansi |

## Risultati

### Coppa di Bulgaria

#### Turni eliminatori
| Petrič 30 ottobre 2002, ore 14:00 EET Sedicesimi di finale - Andata                          | Belasica Petrič | 2 – 3                              | CSKA Sofia | Stadio Tzar Samuil |
| \| \| \| \| \| Radojičić 56’ Wendy 85’ \| Marcatori \| 38’ Deyanov 61’ Šakiri 73’ Zlatkov \| |                 |                                    |            |                    |
|                                                                                              |                 |                                    |            |                    |
| Radojičić 56’ Wendy 85’                                                                      | Marcatori       | 38’ Deyanov 61’ Šakiri 73’ Zlatkov |            |                    |

| Sofia 16 novembre 2002, ore 14:00 EET Sedicesimi di finale - Ritorno                            | CSKA Sofia | 3 – 2            | Belasica Petrič | Stadio dell'Esercito bulgaro |
| \| \| \| \| \| Agnaldo 10’ Dimitrov 19’ Gărgorov 58’ (rig.) \| Marcatori \| 52’, 71’ Junivan \| |            |                  |                 |                              |
|                                                                                                 |            |                  |                 |                              |
| Agnaldo 10’ Dimitrov 19’ Gărgorov 58’ (rig.)                                                    | Marcatori  | 52’, 71’ Junivan |                 |                              |

| Samokov 30 novembre 2002, ore 13:30 EET Ottavi di finale - Andata          | Rilski Sportist | 2 – 1      | CSKA Sofia | Stadio Iskar |
| \| \| \| \| \| Kirov 26’ (rig.) Gadzhiev 54’ \| Marcatori \| 39’ Jančev \| |                 |            |            |              |
|                                                                            |                 |            |            |              |
| Kirov 26’ (rig.) Gadzhiev 54’                                              | Marcatori       | 39’ Jančev |            |              |

| Blagoevgrad 6 dicembre 2002, ore 18:30 EET Ottavi di finale - Ritorno                                 | CSKA Sofia | 6 – 0 | Rilski Sportist | Stadion Hristo Botev (650 spett.) |
| \| \| \| \| \| Sokolov 8’ (aut.) Šakiri 13’ Agnaldo 33’, 86’ Brito 52’ Mukansi 90’ \| Marcatori \| \| |            |       |                 |                                   |
| |            |       |                 |                                   |
| Sokolov 8’ (aut.) Šakiri 13’ Agnaldo 33’, 86’ Brito 52’ Mukansi 90’                                   | Marcatori  |       |                 |                                   |

| Burgas 19 febbraio 2003, ore 13:30 EET Quarti di finale - Andata                                     | CSKA Sofia | 3 – 2                           | Makedonska Slava | Stadion Černomorec (1 100 spett.) |
| \| \| \| \| \| Gărgorov 7’, 75’ (rig.) Šakiri 73’ \| Marcatori \| 45+1’ Gerganchev 52’ (aut.) Gai \| |            |                                 |                  |                                   |
| |            |                                 |                  |                                   |
| Gărgorov 7’, 75’ (rig.) Šakiri 73’                                                                   | Marcatori  | 45+1’ Gerganchev 52’ (aut.) Gai |                  |                                   |

| Blagoevgrad 4 marzo 2003, ore 14:00 EET Quarti di finale - Ritorno | Makedonska Slava | 0 – 1      | CSKA Sofia | Stadion Hristo Botev (5 500 spett.) |
| \| \| \| \| \| \| Marcatori \| 81’ Jančev \|                       |                  |            |            |                                     |
|                                                                    |                  |            |            |                                     |
|                                                                    | Marcatori        | 81’ Jančev |            |                                     |

| Sofia 16 aprile 2003, ore 14:00 EEST Semifinale - Andata | CSKA Sofia | 0 – 1         | Levski Sofia | Stadio dell'Esercito bulgaro (17 000 spett.) |
| \| \| \| \| \| \| Marcatori \| 90+4’ Mendoza \|          |            |               |              |                                              |
|                                                          |            |               |              |                                              |
|                                                          | Marcatori  | 90+4’ Mendoza |              |                                              |

| Sofia 3 maggio 2003, ore 17:30 EEST Semifinale - Ritorno | Levski Sofia | 0 – 0 | CSKA Sofia | Stadio Georgi Asparuhov (17 000 spett.) |

### Coppa UEFA

#### Turni eliminatori
| Arbitro: | René Rogalla |

|             |           |                                         |
| Cyhalka 66’ | Marcatori | 18’ Mukansi 28’, 47’ Dimitrov 31’ Brito |

| Arbitro: | Bertrand Layec |

|                   |           |  |
| Šakiri 64’ (rig.) | Marcatori |  |

| Arbitro: | Bruno Coué |

|            |           |              |
| Grabbi 27’ | Marcatori | 22’ Dimitrov |

| Arbitro: | Alon Yefet |

|                                      |           |                                     |
| Gărgorov 66’, 88’ (rig.) Agnaldo 69’ | Marcatori | 30’ Thompson 56’ Østenstad 58’ Duff |

## Statistiche

### Statistiche di squadra
| Competizione      | Punti       | In casa | In casa | In casa | In casa | In casa | In casa | In trasferta | In trasferta | In trasferta | In trasferta | In trasferta | In trasferta | Totale | Totale | Totale | Totale | Totale | Totale | DR  |
| Competizione      | Punti       | G       | V       | N       | P       | Gf      | Gs      | G            | V            | N            | P            | Gf           | Gs           | G      | V      | N      | P      | Gf     | Gs     | DR  |
| ----------------- | ----------- | ------- | ------- | ------- | ------- | ------- | ------- | ------------ | ------------ | ------------ | ------------ | ------------ | ------------ | ------ | ------ | ------ | ------ | ------ | ------ | --- |
| A PFG             | 66          | 13      | 12      | 0       | 1       | 35      | 9       | 13           | 9            | 3            | 1            | 32           | 7            | 26     | 21     | 3      | 2      | 67     | 16     | +51 |
| Coppa di Bulgaria | Semifinale  | 3       | 2       | 0       | 1       | 9       | 3       | 3            | 1            | 1            | 1            | 4            | 4            | 6      | 3      | 1      | 2      | 13     | 7      | +6  |
| Coppa UEFA        | Primo turno | 2       | 1       | 1       | 0       | 4       | 3       | 2            | 1            | 1            | 0            | 5            | 2            | 4      | 2      | 2      | 0      | 9      | 5      | +4  |
| Totale            | -           | 18      | 15      | 1       | 2       | 48      | 15      | 18           | 11           | 5            | 2            | 41           | 13           | 36     | 26     | 6      | 4      | 89     | 28     | +61 |